# Kenneth Schmidt
Tan-Kenneth Jerico Leka-Schmidt (Friburgo in Brisgovia, 3 giugno 2002) è un calciatore tedesco, difensore del Fortuna Düsseldorf.

## Carriera

### Club
Schmidt ha iniziato la sua carriera nelle giovanili dell'Emmendingen e lì ha giocato fino alla squadra giovanile C. Nell'estate del 2017 è passato alla squadra Under-17 del Friburgo. Nella stagione 2020-2021 ha fatto le sue prime apparizioni con la seconda squadra del club in Fußball-Regionalliga, ed al termine della stagione ha ottenuto la promozione in terza divisione. Nell'estate del 2021 ha firmato un contratto da professionista ed è stato promosso definitivamente nella squadra riserve.
Durante la pausa invernale della stagione 2022-2023 è stato aggregato alla rosa della prima squadra. Il 16 marzo 2023 ha esordito negli ottavi di finale di Europa League contro la Juventus. Tre giorni dopo ha esordito in Bundesliga nell'l-1 contro il Mainz 05.
Il 1º gennaio 2025 viene ceduto in prestito all'Hannover 96, in seconda divisione.

### Nazionale
Ha giocato nelle nazionali giovanili tedesche Under-18, Under-19, Under-20 ed Under-21.

## Statistiche

### Presenze e reti nei club
Statistiche aggiornate al 19 maggio 2022.
| Stagione        | Squadra         | Campionato      | Campionato | Campionato | Coppe nazionali | Coppe nazionali | Coppe nazionali | Coppe continentali | Coppe continentali | Coppe continentali | Altre coppe | Altre coppe | Altre coppe | Totale | Totale | Totale |
| Stagione        | Squadra         | Comp            | Pres       | Reti       | Comp            | Pres            | Reti            | Comp               | Pres               | Reti               | Comp        | Pres        | Reti        | Pres   | Reti   |        |
| --------------- | --------------- | --------------- | ---------- | ---------- | --------------- | --------------- | --------------- | ------------------ | ------------------ | ------------------ | ----------- | ----------- | ----------- | ------ | ------ | ------ |
| 2020-2021       | Friburgo II     | RL              | 6          | 0          |                 | -               | -               |                    | -                  | -                  |             | -           | -           | 6      | 0      |        |
| 2021-2022       | Friburgo II     | RL              | 28         | 0          |                 | -               | -               |                    | -                  | -                  |             | -           | -           | 28     | 0      |        |
| 2022-2023       | Friburgo II     | RL              | 22         | 0          |                 | -               | -               |                    | -                  | -                  |             | -           | -           | 22     | 0      |        |
| 2022-2023       | Friburgo        | BL              | 5          | 0          | CG              | 0               | 0               | UEL                | 1                  | 0                  |             | -           | -           | 6      | 0      |        |
| Totale carriera | Totale carriera | Totale carriera | 61         | 0          |                 | 0               | 0               |                    | 1                  | 0                  |             | -           | -           | 62     | 0      |        |